# Fred Perry

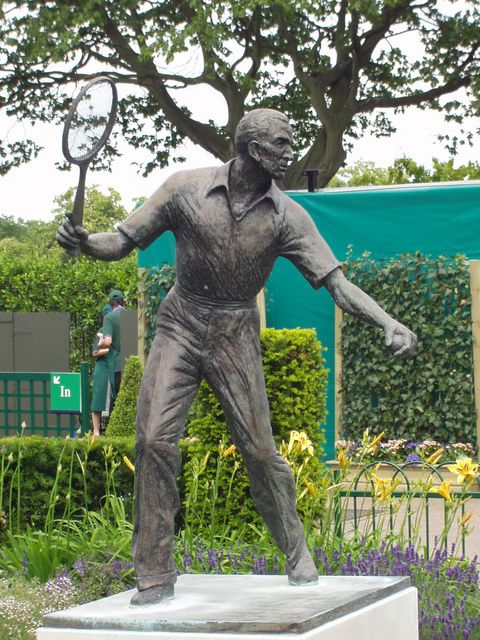
Standbeeld van Fred Perry in Wimbledon

Frederick John (Fred) Perry (Stockport, 18 mei 1909 – Melbourne, 2 februari 1995) was een tennisser en tafeltennisser uit het Verenigd Koninkrijk.

## Levensloop
Perry's vader was Lagerhuislid voor de Britse Labourpartij. Pas op zijn achttiende begon Perry te tennissen. Toen hij twintig was, werd hij wereldkampioen tafeltennis. Hij won in 1929 de finale van Miklós Szabados, die nog vijftien wereldtitels in verschillende disciplines zou winnen.
In de periode 1931–1936 vertegenwoordigde Perry Groot-Brittannië in de Davis Cup. Dit team haalde de finale van de Wereldgroep in 1931 en 1933–1936 – in de laatste vier daarvan won Groot-Brittannië de titel: tegen Frankrijk in 1933, tegen de Verenigde Staten (1934 en 1935) en ten slotte tegen Australië.
In 1934 won Perry drie grandslamtoernooien: de Australian Open, Wimbledon en de US Open (een "klein slem"). Roland Garros won hij in 1935 – daardoor werd hij de allereerste speler die alle grandslamtoernooien won, hoewel niet in hetzelfde jaar (career slam). De eer van de eerste grand slam viel te beurt aan de Amerikaan Don Budge in 1938. Perry was tot de zege van Andy Murray in 2013 de laatste Brit die Wimbledon gewonnen heeft en dit driemaal op rij: in 1934, 1935 en de laatste keer in 1936.
In 1937 koos hij voor een loopbaan als beroepsspeler. In plaats van de gekende grandslamtoernooien (waar toen nog uitsluitend amateurs werden toegelaten), speelde hij op proftoernooien – daarbij won hij het US Pro Championship in 1938 en 1941, en was verliezend finalist in 1939 en 1940. Op de Wembley Pro Championships kwam hij niet verder dan de kwartfinale (1951 en 1952).
Perry wordt door velen beschouwd als Engelands grootste tennisspeler ooit. In 1975 werd hij opgenomen in de internationale Tennis Hall of Fame. In 1984 werd in de All England Lawn Tennis Club in Wimbledon, Londen, een standbeeld opgericht ter ere van de vijftigste verjaardag van zijn eerste Wimbledon-kampioenstitel.
Na zijn carrière begon hij met een sportieve kledinglijn, met als logo de lauwerkrans.
Hij overleed in Melbourne op 2 februari 1995. Zijn as is uitgestrooid over Wimbledon.

## Prestatietabel grandslamtoernooien
| Legenda | Legenda                          |
| ------- | -------------------------------- |
| g.t.    | geen toernooi gehouden           |
| l.c.    | lagere categorie                 |
| –       | niet deelgenomen                 |
| G       | uitgeschakeld in de groepsfase   |
| 1R      | uitgeschakeld in de eerste ronde |
| 2R      | uitgeschakeld in de tweede ronde |
| 3R      | uitgeschakeld in de derde ronde  |
| 4R      | uitgeschakeld in de vierde ronde |
| KF      | uitgeschakeld in de kwartfinale  |
| HF      | uitgeschakeld in de halve finale |
| F       | de finale verloren               |
| W       | het toernooi gewonnen            |
| w-v     | winst/verlies-balans             |

### Enkelspel
| Toernooi        | 1929 | 1930 | 1931 | 1932 | 1933 | 1934 | 1935 | 1936 |
| --------------- | ---- | ---- | ---- | ---- | ---- | ---- | ---- | ---- |
| Australian Open | –    | –    | –    | –    | –    | W    | F    | –    |
| Roland Garros   | –    | –    | 4R   | KF   | KF   | KF   | W    | F    |
| Wimbledon       | 3R   | 4R   | HF   | KF   | 2R   | W    | W    | W    |
| US Open         | –    | 4R   | HF   | –    | W    | W    | HF   | W    |

### Mannendubbelspel
| Toernooi        | 1930 | 1931 | 1932 | 1933 | 1934 | 1935 |
| --------------- | ---- | ---- | ---- | ---- | ---- | ---- |
| Australian Open | –    | –    | –    | –    | W    | F    |
| Roland Garros   | –    | –    | –    | W    | –    | –    |
| Wimbledon       | 1R   | HF   | F    | KF   | 2R   | –    |
| US Open         | –    | –    | –    | –    | –    | –    |

### Gemengd dubbelspel
| Toernooi        | 1929 | 1930 | 1931 | 1932 | 1933 | 1934 | 1935 | 1936 |
| --------------- | ---- | ---- | ---- | ---- | ---- | ---- | ---- | ---- |
| Australian Open | –    | –    | –    | –    | –    | –    | –    | –    |
| Roland Garros   | –    | –    | –    | W    | F    | –    | –    | –    |
| Wimbledon       | –    | 1R   | HF   | –    | –    | –    | W    | W    |
| US Open         | –    | –    | –    | W    | –    | –    | –    | –    |

## Persoonlijk
In zijn topjaren 1935 - 1940 was Fred Perry getrouwd met de Amerikaanse filmster Helen Vinson. Ook zijn huwelijken met fotomodel Sandra Brooks en met Lorraine Walsh duurden kort. Zijn vierde huwelijk, in 1952 met Barbara Riese, zuster van actrice Patricia Roc, eindigde echter pas bij zijn overlijden. Met haar kreeg hij twee kinderen: Penny en David. De laatste zette zijn vaders kledinglijn voort totdat hij werd uitgekocht.